# 도라도 데 시날로아
도라도 데 시날로아(Dorados de Sinaloa)는 멕시코 시날로아주에 위치한 쿨리아칸을 연고로 하는 축구팀이다. 이 팀은 2003년에 창단하였다.

## 선수 명단

### 현역
참고: FIFA 자격 규정에 따라 소속된 국가대표팀 국기를 표시합니다. 선수는 복수의 FIFA 비회원국 국적을 가지고 있을 수 있습니다.
| 번호 | 포지션 | 국적 | 이름 |
| ---- | ------ | ---- | ---- |

| 번호 | 포지션 | 국적 | 이름 |
| ---- | ------ | ---- | ---- |

## 역대 감독
| 감독                  | 임기        |
| --------------------- | ----------- |
| 알레샨드리 기마랑이스 | 2004 ~ 2005 |
| 세바스티안 아브레우   | 2024 ~      |

틀:도라도 데 시날로아 선수 명단